# Osvaldo Civirani
Osvaldo Civirani, né le 19 mai 1917 à Rome, et mort le 20 février 2008 dans sa ville natale, est un réalisateur italien, producteur, directeur de la photographie et scénariste.

## Biographie
Né à Rome, il est le fils d'un photographe, il a commencé sa carrière en 1943, en tant que photographe de plateau sur l'intégralité du film de Luchino Visconti Les Amants diaboliques. Après quelques expériences en tant que directeur de la photographie et assistant réalisateur, notamment pour Federico Fellini, Roberto Rossellini, Alessandro Blasetti et Carlo Lizzani, et après avoir réalisé le film mondo Sexy interdit (it), il a fait ses débuts au cinéma en 1964, avec le péplum Hercule contre les Fils du soleil. Il a réalisé 20 films de différents genres, avant de prendre sa retraite en 1976.

## Filmographie

### Réalisateur
- 1962 : Sexy interdit (it) (Sexy proibitissimo) — coréalisé avec Marcello Martinelli
- 1963 : Voluptés diaboliques (Tentazioni proibite)
- 1964 : Hercule contre les Fils du soleil (Ercole contro i figli del sole)
- 1964 : Kindar prince du désert (Kindar l'invulnerabile)
- 1964 : Duel dans le désert (La magnifica sfida) — coréalisé avec Miguel Lluch
- 1965 : Opération Poker (it) (Operazione poker)
- 1966 : La Jungle des tueurs (L'affare Beckett)
- 1967 : Le Retour de Django (Il figlio di Django)
- 1967 : L'Or du shérif (Uno sceriffo tutto d'oro)
- 1967 : Ric e Gian alla conquista del West (it)
- 1968 : Pour un dollar je tire (T'ammazzo!... Raccomandati a Dio)
- 1968 : Lucrèce, fille des Borgia (Lucrezia)
- 1970 : Le Mans, chemin pour l'enfer (Le Mans - Scorciatoia per l'inferno)
- 1970 : Le SS était là (Quel giorno Dio non c'era)
- 1971 : Faut qu'ça gaze ! (I due della Formula Uno)
- 1971 : I due pezzi da 90
- 1972 : Le Diable à sept faces (Il diavolo a sette facce)
- 1972 : Les Deux Fils de Trinita (I due figli dei Trinità)
- 1972 : Deux Cinglés à Amsterdam (it) (I due gattoni a nove code... e mezza ad Amsterdam)
- 1975 : Chaleurs sensuelles (it) (Il pavone nero)
- 1976 : La ragazza dalla pelle di corallo (it)